# Pierre Germain (dit le Romain)
Pour les articles homonymes, voir Pierre Germain et Germain.
Pierre Germain dit le Romain, (1703-1783), est un orfèvre français du XVIIIe siècle.

## Biographie
Il se forma dans l'atelier du grand Thomas Germain avec lequel il n'était pas apparenté malgré la similitude des noms et contrairement à ce que beaucoup ont imaginé.
Un voyage qu'il fit à Rome dans sa jeunesse (1729-1732), lui vaudra le surnom admiratif de « le Romain ».
Outre Thomas Germain, on le voit dans l'entourage de nombreux autres orfèvres de grand talent. Jacques Roettiers fit appel à lui pour l'aider à réaliser des objets pour le roi, ce sera le début d'une longue collaboration entre les deux artistes. En 1736, Nicolas Besnier le prend en apprentissage.
Vers 1758, Pierre Germain dit le Romain, vint s’installer à la « Garde Royale » au quai des Orfèvres un des lieux les plus chers[réf. nécessaire] de Paris et des plus renommés pour l’argenterie et où il succéda à l'orfèvre Balthazar Philippe Vandive.

## L'œuvre dessinée
Mais plus que par ses œuvres c'est par ses recueils de planches d'orfèvrerie que Pierre Germain se fera connaître et fera connaître aux siècles futurs l'art des orfèvres parisiens.
On a ainsi de lui :
- Éléments d’orfèvrerie, contenant 100 planches de modèles d’orfèvrerie religieuse et civile, orné de gravures au burin par Jean-Jacques Pasquier et de Jean-Charles Baquoy, Paris, 1748.
- Le Livre d’ornemens, Paris, 1751.